# Het smelt (film)
Het smelt is een Belgische film uit 2023, geregisseerd door Veerle Baetens en gebaseerd op de gelijknamige roman van de Belgische schrijfster Lize Spit.

## Verhaal
In het dorpje Bovenmeer zijn Eva, Tim en Laurens beste vrienden die samen opgroeien. Op een zomer wordt Eva meegesleurd in het zwaar misdragen van haar twee vrienden met andere meisjes. Vele jaren later keert ze terug naar haar geboortedorp om Tim en Laurens ter verantwoording te roepen voor hun daden. In de kofferbak van haar wagen ligt een blok ijs.

## Rolverdeling
| Acteur                   | Personage         |
| ------------------------ | ----------------- |
| Rosa Marchant            | jonge Eva         |
| Anthony Vyt              | jonge Tim         |
| Matthijs Meertens        | jonge Laurens     |
| Charlotte Van der Eecken | jonge Elisa       |
| Amber Metdepenningen     | jonge Tess        |
| Sebastien Dewaele        | vader             |
| Naomi Velissariou        | moeder            |
| Charlotte De Bruyne      | volwassen Eva     |
| Spencer Bogaert          | volwassen Tim     |
| Simon Van Buyten         | volwassen Laurens |
| Femke van der Steen      | volwassen Tess    |

## Productie
Aanvankelijk was de productie in de handen van productiehuis Menuet. Nadat die in 2017 volledig stopte met te bestaan nam Savage Film van Bart Van Langendonck en Sarah Marks het over. Begin 2020 stelden ze het filmproject voor op de Berlinale-co-productie-markt en wonnen er de ArteKino International Prize, waaraan een geldprijs van 6.000 euro verbonden was. De film kreeg financiële steun van het Nederlands Filmfonds (100.000 euro) en het Vlaams Audiovisueel Fonds.
In augustus 2021 begonnen de twee maanden durende opnames van de film op verscheidene plaatsen in België met actrice Veerle Baetens in haar regiedebuut. Ronduit vijf jaar was zij bezig met de voorbereidingen, waaronder een samenwerking met Maarten Loix om de roman Het smelt van Lize Spit te herwerken tot een scenario van een anderhalf uur durende film.
De film was gepland uit te komen op 24 november 2022, maar dat werd verschoven naar het najaar van 2023. Begin december 2022 werd de film geselecteerd voor de World Cinema Dramatic-competitie van het Sundance Film Festival in de Verenigde Staten, waar hij op 21 januari 2023 in wereldpremière ging. Op het festival won actrice Rosa Marchant met haar speelfilmdebuut de Special Jury Award voor beste acteerprestatie.